# Priscilla's April Fool Joke
Priscilla's April Fool Joke è un cortometraggio muto del 1911 diretto da Frank Powell.

## Trama
Priscilla vuole prendersi la rivincita su Alice e Harry, due buontemponi che le hanno giocato uno scherzetto che ha mezzo zizzania tra lei e Paul, il suo innamorato. Insieme a quest'ultimo, finge di essersi buttata in mare.

## Produzione
Il film fu prodotto dalla Biograph Company.

## Distribuzione
Distribuito dalla General Film Company, il film - un cortometraggio di 210 metri - uscì nelle sale cinematografiche statunitensi il 27 marzo 1911. Nelle proiezioni, veniva programmato con il sistema dello split reel, accorpato in un'unica bobina con un altro cortometraggio prodotto dalla Biograph e diretto da Frank Powell, la commedia Cured.